# 女子无才便是德
女子无才便是德的说法，据陈东原考证是起源于明末。

## 背景
明末青楼文化繁荣，才子才女式的结合（如张灵与崔莹、董小宛与冒辟疆、李香君与侯方域、柳如是与钱谦益等）往往传为佳话。理学动摇。

## 出处
陈继儒《安得長者言》：“男子有德便是才，女子無才便是德。”《安得长者言》是一部格言语录集，应是他人语录，被收录在《安得长者言》。陈继儒注解说：“女子通文识字，而能明大义者，固为贤德，然不可多得；其它便喜看曲本小说，挑动邪心，甚至舞文弄法，做出无丑事，反不如不识字，守拙安分之为愈也。女子无才便是德。可谓至言。”另外，冯梦龙《智囊》（卷二十五）：“语有之：‘男子有德便是才，妇人无才便是德。’”
明朝时人多以陈继儒为此句的作者。

## 反对
“女子无才便是德”提出后受到了情欲合理论者和正统卫道者的反对。
李渔说：“‘女子无才便是德’，言虽近理，却非无故而云然。因聪明女子失节者多，不若无才之为贵。盖前人愤激之词，与男子因官而德祸，遂以读书作宦为畏途，遗言戒子孙，使之勿读书勿作宦者等也。此皆见噎废食之说，究竟书可竞弃，任可尽废乎？吾谓才德二字，原不相妨，有才之女，未必人人败行，贪淫之妇，何尝历历知书？但须为之夫者，既有怜才之心，兼有驭才之术耳！”
章学诚说：“前人有云‘女子无才便是德’者，非恶才也，正谓小有才而不知学，乃为矜饰骛名，转不如村姬田妪，不致贻笑于大方也。”“妇学之名，见于天官内职，德言容功，所该者广，非如后世只以文艺为学也。”又说：“妇学之目，德言容功。郑注言为辞令。自非娴于经礼，习于文章，不足为学。乃知育诗习礼，古之妇学，略亚丈夫。后世妇女之文，虽稍偏于华采，要其渊源所自，宜知有所受也。”

## 评论
- 刘丽娟：“‘女子无才便是德’的真正意涵不在‘反才’，而在‘正德’。”儒家“轻才”但不“反才”，“‘无才’论者从‘才德相害’的角度提出‘女子无才便是德’之说，事实上已经不自觉地背离了儒教正统，在理论根基上丧于无家之地；而在情欲思潮的冲击面前又示人以泥古顽固的反动面目。这样，既背离了儒教传统的母体，义不合于现实潮流，这是‘女子无才便是德’之说提出后虽附和者众，却始终缺少有力的理论支撑，反动形象积重难返的根源。”[1]